# Nitraria retusa
Nitraria retusa là một loài thực vật có hoa trong họ Nitrariaceae. Loài này được (Forssk.) Asch. mô tả khoa học đầu tiên năm 1876.